# Andreas Ernemann
Andreas Ernemann (* 14. Mai 1947 in Weimar; † 30. April 2023) war ein deutscher Jurist. Er war bis Mitte 2012 Vorsitzender Richter am Bundesgerichtshof (BGH).

## Leben
Nach dem Abschluss seiner juristischen Ausbildung, einer Tätigkeit als wissenschaftlicher Assistent an der Julius-Maximilians-Universität Würzburg und Promotion trat Ernemann im Jahr 1977 in den höheren bayerischen Justizdienst ein. Er wurde zunächst als Staatsanwalt bei der Staatsanwaltschaft Würzburg verwendet, bis er 1982 Richter am Landgericht Würzburg wurde. In der Zeit von 1983 bis 1990 war er als hauptamtlicher Referendar-Arbeitsgemeinschaftsleiter beim Landgericht Würzburg tätig. Die Ernennung zum Richter am Oberlandesgericht Bamberg erfolgte 1988.
Am 2. Oktober 1996 wurde er zum Richter am Bundesgerichtshof ernannt. Nach einer kurzzeitigen Zuweisung zu einem Zivilsenat war er seit März 1997 Mitglied des 4. Strafsenat. Ferner gehörte er seit 2004 dem Senat für Anwaltssachen an.
Am 25. Juni 2010 wurde ihm der Vorsitz im 4. Strafsenat übertragen. Zusätzlich wurde Ernemann zum 1. Januar 2012 zum Vorsitzenden des 2. Strafsenats ernannt. Dass ein Richter gleichzeitig den Vorsitz in zwei Senaten führt, ist ein Novum in der Geschichte des BGH. Grund der Entscheidung war die Tatsache, dass aufgrund eines Streits um die Neubesetzung des Postens des Vorsitzenden im zweiten Strafsenat seit Anfang 2011 vakant war.
Zum 30. Juni 2012 trat Ernemann nach Erreichen der Altersgrenze in den Ruhestand und leitete gelegentlich Seminare für Strafverteidiger.